# 塔比奧

塔比奧（西班牙語：Tabio）是哥倫比亞的城鎮，位於該國中部，由昆迪納馬卡省負責管轄，距離首府波哥大45公里，始建於1603年4月8日，面積75平方公里，海拔高度2,504米，2005年人口20,714。

## 观光景点
- 安第斯山脉

## 外部連結
- Official web site.

4°55′N 74°06′W / 4.917°N 74.100°W